# Володін Андрій Олександрович
Андрі́й Олекса́ндрович Воло́дін (26 вересня 1914, Москва — 12 лютого 1981, там само) — російський інженер-акустик, психолог, винахідник, педагог. Доктор психологічних наук (1973).

## Життєпис
Батько (Олександр Петрович Володін) і мати (Олександра Олексіївна Карасьова) Володіна були художниками. У 1940 році Володін закінчив Московський інститут інженерів зв'язку. Кар'єра Володіна тісно пов'язана з Московської консерваторією, в якій він працював в 1938—1940 рр. лаборантом в Акустичній лабораторії, а з 1975 року до кінця життя викладав новий курс — музичну психологію. Серед учнів А. Володіна — Е. В. Назайкінський.
У 60-х — 70-х роках Володін працював на посаді провідного інженера на Московському радіозаводі (МРЗ), був начальником конструкторського бюро. Володіну належать більше 40 патентів на винаходи в галузі радіопромисловості. Одним з таких винаходів був транзисторний радіоприймач «Сокіл».
У 1935 році Володін сконструював одноголосний електромузичний інструмент, дав йому назву «Екводін». На відміну від терменвокса, спосіб виконання на екводіні був «контактним». У перших моделях інструменту гнучке (майже вокальне) інтонування забезпечувалося горизонтальним грифом, керуючи яким, виконавець міг видобувати звуки довільної висоти. Для орієнтації виконавця уздовж грифа була розташована контрольна лінійка на зразок монохорда — з розміткою по темперованих півтонах. У післявоєнних модифікаціях екводіна акцент змістився з «смичкового» способу гри на «клавішний» — саме клавіатура гарантувала миттєве і точне перемикання з одного звуку на інший. Екводін модифікації «В-8» (1949) був по суті клавішним аналоговим синтезатором з 12 тембрами, в тому числі, що імітували звучання кларнета, фагота, скрипки, англійського ріжка. Мікротонові «живі» зміни висоти і вібрато реалізовувалися також з клавіатури (за висловом автора, «пальцева вібрація»). Глісандо ж здійснювалося за допомогою особливої педалі. У 1949 році Володін з успіхом демонстрував цей інструмент на розширеній нараді Акустичної комісії АН СРСР.
У 1958 році екводін «У-9» був представлений на Всесвітній виставці в Брюсселі, де був удостоєний золотої медалі, і золотої медалі ВДНГ СРСР в Москві. У 1966 році одна з модифікацій екводіна отримала медаль на всесвітній виставці в Осаці (Японія).
Остання прижиттєва модифікація (як і раніше одноголосного) евкодіна з клавіатурою в три октави з реєстровими перемикачами, описана автором в 1970 році, носила індекс «В-11». Важливою особливістю клавіатури екводіна була система вібраційної чутливості. Інструмент міг відтворювати різні тембри, відповідно імітуючи звучання різних інструментів (ударних, смичкових, духових).
Протягом приблизно 30 років (найбільш активно в кінці 50-х і початку 60-х рр.) Екводін використовувався в концертній практиці, на радіо і в драмтеатрі, в кіно. У 1950-х рр. він звучав в ансамблі електромузичних інструментів І. М. Варовича, в 1960-і — в аналогічному за типом ансамблі В. Мещерина. Композитори М. Вайнберг, Н. Крюков, А. Петров застосовували екводін у кіномузиці, наприклад, у фільмах «Останній дюйм» (1958), «Ненадісланий лист» (1959), «Людина-амфібія» (1961), «Суд божевільних» (1962). При цьому екводін так і не був запущений в масове виробництво.
У наукових дослідженнях А. А. Володін спирався на створену ним психологічну концепцію звукослухової цілісності, згідно з якою складний коливальний процес несе в собі інформацію відразу про всі властивості звучання — висоту звуку, тембр, гучність, просторову локалізацію і т. д. За результатами досліджень Володіна, відчуття висоти людиною створюється основним тоном разом з першими 8—9 гармоніками, що входять в натуральний звукоряд. Резонансні контури музичного інструменту Володін розглядав як чергування формант з глухими ділянками (називав їх «антіформантамі»). Провівши акустичні вимірювання музичних інструментів, він прийшов до висновку, що музикальність звуку полягає, зокрема, в консонантній узгодженості обертонів. Підсумкова наукова праця Володіна «Психологічні аспекти сприйняття музичних звуків» була в 1972 році захищена в Москві як кандидатська, а в 1973 році як докторська дисертація.
У 1970 у видавництві «Енергія» була опублікована книга Володіна «Електронні музичні інструменти», з акцентом на технічних особливостях синтезу звуку і конструюванні електромузичних інструментів. Опублікована в 1979 у видавництві «Музика» монографія Володіна «Електромузичні інструменти», в якій автор проводить типологію електрофонів і описує понад півсотні конкретних історичних зразків, — більшою мірою просвітницька робота, адресована не так інженерам і виробничникам, скільки музикантам.

## Праці (вибірка)
- Роль гармонического спектра в восприятии высоты и тембра звука // Музыкальное искусство и наука. М., 1970. Вып. 1.
- Психологические аспекты восприятия музыкальных звуков. Дисс. канд. психологических наук. М., 1972.
- О восприятии переходных процессов музыкальных звуков // Вопросы психологии 1972, № 4, с.51-60.
- Электронные музыкальные инструменты. М.: Энергия, 1970. 144 с.
- Электромузыкальные инструменты. М.: Музыка, 1979. 182 с.